# بروکلین، ویکتوریا
بروکلین (به انگلیسی: Brooklyn) یک حومه شهر در استرالیا است که در ویکتوریا (استرالیا) واقع شده‌است.